# Macchi M.9
Il Macchi M.9 era un idrobombardiere biplano a scafo centrale prodotto dall'azienda italiana Aeronautica Macchi tra il 1918 ed i primi anni venti.

## Storia del progetto
L'M.9 venne progettato come idrovolante da bombardamento per equipaggiare l'aeronautica navale della Regia Marina durante la prima guerra mondiale.
Un piccolo numero di aeromobili del dopoguerra sono state costruite con quattro posti sotto la denominazione M.9bis, e sono stati utilizzati in Svizzera e in Italia per il trasporto passeggeri e posta.

## Tecnica
Caratterizzato da un aspetto tradizionale per la sua epoca, l'M.9 introdusse la scelta di unire le ali utilizzando una travatura reticolare Warren in luogo di quella tradizionale, caratteristica che rimarrà per le produzioni successive. Presentava uno scafo centrale con struttura in legno ricoperta da pannelli di compensato, su quale era ricavato un abitacolo aperto a due posti affiancati, protetto da un parabrezza, per il pilota ed l'osservatore e posizionato davanti alle ali. Posteriormente lo stesso terminava in un impennaggio cruciforme monoderiva e dotato di piani orizzontali controventati. La configurazione alare era biplano-sesquiplana, caratterizzata cioè dall'ala inferiore di dimensioni minori della superiore, la prima dotata di due galleggianti equilibratori applicati sulla parte inferiore tramite una struttura tubolare. Le due ali erano collegate tra loro da una travatura Warren realizzata in legno e rinforzata con tiranti in filo d'acciaio, ed allo scafo centrale tramite un'incastellatura dove era anche collocato il motore 6 cilindri in linea Fiat A.12 in configurazione spingente abbinato ad un'elica bipala in legno a passo fisso.
Una successiva versione, denominata M.9bis, venne realizzata per il mercato civile ed era caratterizzata dalla presenza di uno scompartimento per due passeggeri e il trasporto merci.

## Impiego operativo

### Militare
L'M.9 venne inizialmente impiegato nel Servizio Aeronautico della Marina, con circa 16 esemplari consegnati prima dell'armistizio dell'autunno 1918 seguiti da altri circa 14 alla fine del conflitto e rimasti in servizio fin dopo il 1920, anno in cui la forza aerea assunse la nuova denominazione di Forza Aerea della Regia Marina.
Nel 1919, nell'ambito di una missione militare di propaganda ai fini di promuovere la produzione aerea italiana nell'America del Sud vennero presentati alle autorità brasiliane che decise di acquistarne 5 esemplari per dotare la scuola di volo della propria Força Aeronaval e con cui pianificheranno, senza riuscirci, un raid aereo Rio de Janeiro - Buenos Aires. Gli esemplari rimasero in servizio fino al 1923.
Nella successiva tappa della missione vennero ceduti 2 esemplari all'Argentina che li assegnò alla Aviación Naval Argentina che li impiegò, primi velivoli a svolgere quel ruolo nel paese, come pattugliatori marittimi.
Nel 1921 la Polonia ne acquistò 9 esemplari da assegnare alla Morski dywizjon lotniczy, l'aviazione di marina della Polska Marynarka Wojenna, nella propria base navale di Puck, in quell'anno trasportati via mare fino al porto di Danzica. Successivamente, nel 1923, ne furono realizzati altri 5 esemplari dall'azienda locale Centralne Warsztaty Lotnicze (CWL), che aveva assunto il compito della manutenzione dei velivoli italiani, andando ad integrare i precedenti e rimasti in servizio fino al 1926.

### Civile
Oltre alla versione militare alla fine del conflitto venne prodotta una piccola serie proposta al mercato civile, denominata M.9bis, dotata di 4 posti ed utilizzata in Svizzera e in italia nel 1919, e nei primi anni venti come trasporto passeggeri e aereo postale.

## Versioni
M.9
versione militare da bombardamento leggero.
M.9bis
versione civile a 4 posti, 2 membri di equipaggio e due passeggeri.

## Utilizzatori

### Militari
Argentina
- Aviación Naval - 2 esemplari

 Brasile
- Força Aeronaval - 5 esemplari

 Italia
- Regia Marina

 Polonia
- Siły Powietrzne

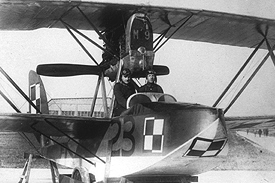
Macchi M.9 in servizio nella polacca Siły Powietrzne.

  - Morski dywizjon lotniczy - 9 esemplari

### Civili
Svizzera
- Ad Astra Aero

operò con la versione M.9bis.